# گابریل فرناندس (بازیکن بسکتبال)
گابریل فرناندس (انگلیسی: Gabriel Fernández؛ زادهٔ ۲۳ اکتبر ۱۹۷۶) بازیکن بسکتبال اهل آرژانتین بود.
از باشگاه‌هایی که در آن بازی کرده‌است می‌توان به باشگاه فوتبال لانوس اشاره کرد.
وی در مسابقات کشوری و بین‌المللی در مجموع برندهٔ ۳ مدال طلا، ۵ مدال نقره، ۲ مدال برنز شده‌است.